# Sigournais

Sigournais este o comună în departamentul Vendée, Franța. În 2009 avea o populație de 826 de locuitori.